# Yōko Edami
Yōko Edami (枝見 洋子 Edami Yōko?,  Tokio, Japón, 1986) es una productora de cine y televisión japonesa.

## Biografía
Edami nació en el año 1986 en la ciudad de Tokio, Japón. Se decidió a dedicarse a la producción de películas tras ver el filme Rirī Shushu no Subete cuando era adolescente. Estudió en la Escuela del Sagrado Corazón en Tokio y se graduó de la Universidad de Waseda en el curso de video y teatro.
En 2008, se unió a la compañía de televisión AX-ON Inc. Su debut como productora de cine fue en la película Kirishima, bukatsu yamerutteyo en 2012. La película le valió el ATP Awards en la categoría de "recién llegados". En 2015, produjo el drama televisivo Eien no Bokura Sea Side Blue, mientras que en 2016 produjo We're Millennials. Got a problem?.

## Filmografía

### Películas
- Kirishima, Bukatsu Yamerutteyo (2012)
- Azumi Haruko wa Yukue Fumei (2016)

### Televisión
- On'na ♀ rūru shiawase ni naru tame no 50 no okite (2013)
- Eien no Bokura Sea Side Blue (2015)
- We're Millennials. Got a problem? (2016)
- Ga~tsupa sensei! (2016)
- Okusama wa, Toriatsukai chūi (2017)